# Rik Smits
Pour les articles homonymes, voir Smits.
Rik Smits (né le 23 août 1966 à Eindhoven, Pays-Bas) est un ancien joueur néerlandais de basket-ball qui passa toute sa carrière aux Pacers de l'Indiana. Il mesure 2,24 m.

## Biographie
Pivot drafté par les Pacers à sa sortie de Marist College à la deuxième place de la draft 1988. Ce natif d'Eindhoven était surnommé « The Dunkin' Dutchman ».
Il devait être le remplaçant de Steve Stipanovich, mais Stipanovich dut mettre fin à sa carrière à cause d'une grave blessure, et Smits fut titulaire pendant 71 matchs durant son année rookie, pour des moyennes de 11,7 points et 6,1 rebonds par match, étant alors nommé dans la All-Rookie First Team. Smits continua de réaliser des moyennes de plus de 10 points et 6 rebonds durant sa carrière, mais il dut attendre la saison 1993-1994 pour devenir un leader dans son équipe.
Smits était considéré comme le deuxième meilleur joueur de l'équipe, derrière Reggie Miller. Il réussit sa meilleure saison en 1996, inscrivant 18,5 points par match, ce qui est relativement modeste parmi les standards des stars NBA, mais le Néerlandais se démarquait par ses performances en playoffs.
Smits obtint une sélection au NBA All-Star Game en 1998, compilant 10 points, 7 rebonds et 4 passes décisives, dont une spectaculaire passe dans le dos pour l'ailier des New Jersey Nets Jayson Williams.
Des blessures récurrentes au pied perturbèrent la carrière de Smits, et il dut arrêter sa carrière en 1999-2000, après que Indiana eut été battu par les Los Angeles Lakers en Finales NBA 4 victoires à 2.
Rik Smits fut sélectionné par les fans dans l'équipe des Pacers pour les 40 ans de la franchise. Il termina au 4e rang, derrière Reggie Miller, Mel Daniels et Jermaine O'Neal.
Aujourd'hui, Smits consacre son temps à collectionner des motos de course.
Smits joue toujours au basket-ball dans des ligues amateurs à Zionsville, Indiana.
Il est apparu dans les jeux vidéo NBA Jam Tournament Edition, NBA Hang Time et NBA Jam Extreme, ainsi que dans l'émission de télévision Pros vs. Joes.
Il est également apparu dans le film de Eddie Murphy « Un prince à New York ».